# 9. Dáil
Der 9. Dáil wurde am 1. Juli 1937 gewählt. Insgesamt 138 Abgeordnete (Teachtaí Dála) wurden in 42 Wahlkreisen mit dem Verfahren der übertragbaren Einzelstimmgebung (single transferable vote) bestimmt.

## Wahlausgang
siehe: Wahlen 1937

Sitzverteilung im 9. Dáil

Fianna Fáil und Fine Gael waren die stärksten Kräfte im Dáil. Die Fianna Fáil verpasste knapp die absolute Mehrheit der Sitze und bildete eine Minderheitsregierung. 
Der Dáil Éireann kam erstmals am 21. Juli 1937 zur konstituierenden Sitzung zusammen. Als Vorsitzender des Dáils (Ceann Comhairle) wurde Frank Fahy (Fianna Fáil) durch Akklamation bestimmt. Seine Vertretung (Leas-Cheann Comhairle) wurde zunächst Patrick Hogan (Labour).
Éamon de Valera wurde zum Taoiseach gewählt. Er bildete die Regierung De Valera V. Oppositionsführer (Ceannaire an Fhreasúra) wurde William Thomas Cosgrave von der Fine Gael.
Am 29. Dezember 1937 trat die Verfassung Irlands in Kraft, die vom vorangegangenen Dáil noch beschlossen und durch Referendum am 1. Juli 1937 bestätigt wurde. Mit dem Inkrafttreten wurde der Exekutivrat des Freistaats zu der Regierung der Republik. Damit wurde die Regierung De Valera VI gebildet.
Es folgten die Neuwahlen am 17. Juni 1938.
| Partei | Partei          | Vorsitzende/r im Dáil   | Juli 1937: gewählte Teachtaí Dála | Juni 1938: Teachtaí Dála | Veränderung |
| ------ | --------------- | ----------------------- | --------------------------------- | ------------------------ | ----------- |
|        | Fianna Fáil     | Éamon de Valera         | 69                                | 67                       | −2          |
|        | Fine Gael       | William Thomas Cosgrave | 48                                | 48                       | −           |
|        | Labour Party    | William Norton          | 13                                | 13                       | −           |
|        | Unabhängige     |                         | 8                                 | 8                        | −           |
|        | Ceann Comhairle |                         | −                                 | 1                        | +1          |
|        | Vakant          |                         | −                                 | 1                        | +1          |
| Gesamt | Gesamt          | 138                     | 138                               | 138                      | –           |

## Teachtaí Dála
| Wahlkreis         | Name                       | Partei (Teilgruppe) | Partei (Teilgruppe) | Partei (Teilgruppe) | Partei (Teilgruppe) | Im Amt seit        |
| Wahlkreis         | Name                       | Zu Beginn des Dáil  | Zu Beginn des Dáil  | Zum Ende des Dáil   | Zum Ende des Dáil   | Im Amt seit        |
| ----------------- | -------------------------- | ------------------- | ------------------- | ------------------- | ------------------- | ------------------ |
| Athlone–Longford  | Seán Mac Eoin              |                     | Fine Gael           | Fine Gael           | Fine Gael           | 16. August 1921    |
| Athlone–Longford  | Matthew Davis              |                     | Fianna Fáil         | Fianna Fáil         | Fianna Fáil         | 21. Juli 1937      |
| Athlone–Longford  | James Victory              |                     | Fianna Fáil         | Fianna Fáil         | Fianna Fáil         | 8. Februar 1933    |
| Carlow–Kildare    | Francis Humphreys          |                     | Fianna Fáil         | Fianna Fáil         | Fianna Fáil         | 21. Juli 1937      |
| Carlow–Kildare    | Thomas Harris              |                     | Fianna Fáil         | Fianna Fáil         | Fianna Fáil         | 29. Juni 1931      |
| Carlow–Kildare    | William Norton             |                     | Labour              | Labour              | Labour              | 9. März 1932       |
| Carlow–Kildare    | Sidney Minch               |                     | Fine Gael           | Fine Gael           | Fine Gael           | 9. März 1932       |
| Cavan             | Patrick Smith              |                     | Fianna Fáil         | Fianna Fáil         | Fianna Fáil         | 19. September 1923 |
| Cavan             | Patrick McGovern           |                     | Fine Gael           | Fine Gael           | Fine Gael           | 8. Februar 1933    |
| Cavan             | Michael Sheridan           |                     | Fianna Fáil         | Fianna Fáil         | Fianna Fáil         | 9. März 1932       |
| Cavan             | John James Cole            |                     | Independent         | Independent         | Independent         | 21. Juli 1937      |
| Clare             | Patrick Burke              |                     | Fine Gael           | Fine Gael           | Fine Gael           | 9. März 1932       |
| Clare             | Thomas Burke               |                     | Independent         | Independent         | Independent         | 21. Juli 1937      |
| Clare             | Seán O’Grady               |                     | Fianna Fáil         | Fianna Fáil         | Fianna Fáil         | 9. März 1932       |
| Clare             | Éamon de Valera            |                     | Fianna Fáil         | Fianna Fáil         | Fianna Fáil         | 21. Januar 1919    |
| Clare             | Patrick Hogan              |                     | Labour              | Labour              | Labour              | 19. September 1923 |
| Cork Borough      | William Thomas Cosgrave    |                     | Fine Gael           | Fine Gael           | Fine Gael           | 21. Januar 1919    |
| Cork Borough      | Richard Anthony            |                     | Independent         | Independent         | Independent         | 23. Juni 1927      |
| Cork Borough      | Thomas Dowdall             |                     | Fianna Fáil         | Fianna Fáil         | Fianna Fáil         | 9. März 1932       |
| Cork Borough      | Hugo Flinn                 |                     | Fianna Fáil         | Fianna Fáil         | Fianna Fáil         | 11. Oktober 1927   |
| Cork North        | Patrick Daly               |                     | Fine Gael           | Fine Gael           | Fine Gael           | 8. Februar 1933    |
| Cork North        | Timothy Linehan            |                     | Fine Gael           | Fine Gael           | Fine Gael           | 21. Juli 1937      |
| Cork North        | Seán Moylan                |                     | Fianna Fáil         | Fianna Fáil         | Fianna Fáil         | 9. März 1932       |
| Cork North        | Leo Skinner                |                     | Fianna Fáil         | Fianna Fáil         | Fianna Fáil         | 21. Juni 1937      |
| Cork South-East   | Jeremiah Hurley            |                     | Labour              | Labour              | Labour              | 21. Juli 1937      |
| Cork South-East   | Martin Corry               |                     | Fianna Fáil         | Fianna Fáil         | Fianna Fáil         | 23. Juni 1927      |
| Cork South-East   | Brooke Brasier             |                     | Fine Gael           | Fine Gael           | Fine Gael           | 21. Juli 1937      |
| Cork West         | Timothy J. Murphy          |                     | Labour              | Labour              | Labour              | 19. September 1923 |
| Cork West         | Timothy J. O’Donovan       |                     | Fine Gael           | Fine Gael           | Fine Gael           | 19. September 1923 |
| Cork West         | Daniel O’Leary             |                     | Fine Gael           | Fine Gael           | Fine Gael           | 11. Oktober 1927   |
| Cork West         | Eamonn O’Neill             |                     | Fine Gael           | Fine Gael           | Fine Gael           | 9. März 1932       |
| Cork West         | Timothy O’Sullivan         |                     | Fianna Fáil         | Fianna Fáil         | Fianna Fáil         | 21. Juli 1937      |
| Donegal East      | Neal Blaney                |                     | Fianna Fáil         | Fianna Fáil         | Fianna Fáil         | 11. Oktober 1927   |
| Donegal East      | John Friel                 |                     | Fianna Fáil         | Fianna Fáil         | Fianna Fáil         | 21. Juli 1937      |
| Donegal East      | Daniel McMenamin           |                     | Fine Gael           | Fine Gael           | Fine Gael           | 9. März 1932       |
| Donegal East      | James Myles                |                     | Independent         | Independent         | Independent         | 19. September 1923 |
| Donegal West      | Brian Brady                |                     | Fianna Fáil         | Fianna Fáil         | Fianna Fáil         | 9. März 1932       |
| Donegal West      | Cormac Breslin             |                     | Fianna Fáil         | Fianna Fáil         | Fianna Fáil         | 21. Juli 1937      |
| Donegal West      | Michael Óg McFadden        |                     | Fine Gael           | Fine Gael           | Fine Gael           | 8. Februar 1933    |
| Dublin County     | Seán Brady                 |                     | Fianna Fáil         | Fianna Fáil         | Fianna Fáil         | 11. Oktober 1927   |
| Dublin County     | Cecil Lavery               |                     | Fine Gael           | Fine Gael           | Fine Gael           | 17. Juni 1935      |
| Dublin County     | Henry Morgan Dockrell      |                     | Fine Gael           | Fine Gael           | Fine Gael           | 9. März 1932       |
| Dublin County     | Patrick Fogarty            |                     | Fianna Fáil         | Fianna Fáil         | Fianna Fáil         | 21. Juli 1937      |
| Dublin County     | Gerrard McGowan            |                     | Labour              | Labour              | Labour              | 21. Juli 1937      |
| Dublin North-East | Oscar Traynor              |                     | Fianna Fáil         | Fianna Fáil         | Fianna Fáil         | 9. März 1932       |
| Dublin North-East | James Larkin               |                     | Independent         | Independent         | Independent         | 21. Juli 1937      |
| Dublin North-East | Alfie Byrne                |                     | Independent         | Independent         | Independent         | 9. März 1932       |
| Dublin North-West | Cormac Breathnach          |                     | Fianna Fáil         | Fianna Fáil         | Fianna Fáil         | 9. März 1932       |
| Dublin North-West | Patrick McGilligan         |                     | Fine Gael           | Fine Gael           | Fine Gael           | 3. November 1923   |
| Dublin North-West | Alfred P. Byrne            |                     | Independent         | Independent         | Independent         | 21. Juli 1937      |
| Dublin North-West | Seán T. O’Kelly            |                     | Fianna Fáil         | Fianna Fáil         | Fianna Fáil         | 21. Januar 1919    |
| Dublin North-West | Archie Heron               |                     | Labour              | Labour              | Labour              | 21. Juli 1937      |
| Dublin South      | Myles Keogh                |                     | Fine Gael           | Fine Gael           | Fine Gael           | 21. Juli 1937      |
| Dublin South      | Robert Briscoe             |                     | Fianna Fáil         | Fianna Fáil         | Fianna Fáil         | 11. Oktober 1927   |
| Dublin South      | Peadar S. Doyle            |                     | Fine Gael           | Fine Gael           | Fine Gael           | 19. September 1923 |
| Dublin South      | Thomas Kelly               |                     | Fianna Fáil         | Fianna Fáil         | Fianna Fáil         | 8. Februar 1933    |
| Dublin South      | Thomas Lawlor              |                     | Labour              | Labour              | Labour              | 21. Juli 1937      |
| Dublin South      | Joseph Hannigan            |                     | Independent         | Independent         | Independent         | 21. Juli 1937      |
| Dublin South      | Seán Lemass                |                     | Fianna Fáil         | Fianna Fáil         | Fianna Fáil         | 18. November 1924  |
| Dublin Townships  | Seán MacEntee              |                     | Fianna Fáil         | Fianna Fáil         | Fianna Fáil         | 21. Januar 1919    |
| Dublin Townships  | Ernest Benson              |                     | Fine Gael           | Fine Gael           | Fine Gael           | 21. Juli 1937      |
| Dublin Townships  | John A. Costello           |                     | Fine Gael           | Fine Gael           | Fine Gael           | 21. Juli 1937      |
| Galway East       | Patrick Beegan             |                     | Fianna Fáil         | Fianna Fáil         | Fianna Fáil         | 9. März 1932       |
| Galway East       | Seán Broderick             |                     | Fine Gael           | Fine Gael           | Fine Gael           | 19. September 1923 |
| Galway East       | Mark Killilea senior       |                     | Fianna Fáil         | Fianna Fáil         | Fianna Fáil         | 8. Februar 1933    |
| Galway East       | Frank Fahy                 |                     | Fianna Fáil         |                     | Ceann Comhairle     | 21. Januar 1919    |
| Galway West       | Joseph Mongan              |                     | Fine Gael           | Fine Gael           | Fine Gael           | 21. Juli 1937      |
| Galway West       | Gerald Bartley             |                     | Fianna Fáil         | Fianna Fáil         | Fianna Fáil         | 9. März 1932       |
| Galway West       | Seán Tubridy               |                     | Fianna Fáil         | Fianna Fáil         | Fianna Fáil         | 21. Juli 1937      |
| Kerry North       | John O’Sullivan            |                     | Fine Gael           | Fine Gael           | Fine Gael           | 19. September 1923 |
| Kerry North       | Thomas McEllistrim senior  |                     | Fianna Fáil         | Fianna Fáil         | Fianna Fáil         | 19. September 1923 |
| Kerry North       | Eamon Kissane              |                     | Fianna Fáil         | Fianna Fáil         | Fianna Fáil         | 9. März 1932       |
| Kerry North       | Stephen Fuller             |                     | Fianna Fáil         | Fianna Fáil         | Fianna Fáil         | 21. Juli 1937      |
| Kerry South       | Frederick Crowley          |                     | Fianna Fáil         | Fianna Fáil         | Fianna Fáil         | 11. Oktober 1927   |
| Kerry South       | John Flynn                 |                     | Fianna Fáil         | Fianna Fáil         | Fianna Fáil         | 9. März 1932       |
| Kerry South       | Fionán Lynch               |                     | Fine Gael           | Fine Gael           | Fine Gael           | 21. Januar 1919    |
| Kilkenny          | James Pattison             |                     | Labour              | Labour              | Labour              | 8. Februar 1933    |
| Kilkenny          | Thomas Derrig              |                     | Fianna Fáil         | Fianna Fáil         | Fianna Fáil         | 23. Juni 1927      |
| Kilkenny          | Denis Gorey                |                     | Fine Gael           | Fine Gael           | Fine Gael           | 21. Juli 1937      |
| Leitrim           | Stephen Flynn              |                     | Fianna Fáil         | Fianna Fáil         | Fianna Fáil         | 9. März 1932       |
| Leitrim           | Bernard Maguire            |                     | Fianna Fáil         | Fianna Fáil         | Fianna Fáil         | 11. Oktober 1927   |
| Leitrim           | Mary Reynolds              |                     | Fine Gael           | Fine Gael           | Fine Gael           | 21. Juli 1937      |
| Leix–Offaly       | Patrick Boland             |                     | Fianna Fáil         | Fianna Fáil         | Fianna Fáil         | 23. Juni 1927      |
| Leix–Offaly       | William Davin              |                     | Labour              | Labour              | Labour              | 6. Dezember 1922   |
| Leix–Offaly       | Jack Finlay                |                     | Fine Gael           | Fine Gael           | Fine Gael           | 8. Februar 1933    |
| Leix–Offaly       | Patrick Gorry              |                     | Fianna Fáil         | Fianna Fáil         | Fianna Fáil         | 21. Juli 1937      |
| Leix–Offaly       | Thomas F. O’Higgins senior |                     | Fine Gael           | Fine Gael           | Fine Gael           | 21. Juli 1937      |
| Limerick          | George Bennett             |                     | Fine Gael           | Fine Gael           | Fine Gael           | 23. Juni 1927      |
| Limerick          | Daniel Bourke              |                     | Fianna Fáil         | Fianna Fáil         | Fianna Fáil         | 11. Oktober 1927   |
| Limerick          | Michael Colbert            |                     | Fianna Fáil         | Fianna Fáil         | Fianna Fáil         | 21. Juli 1937      |
| Limerick          | Michael Keyes              |                     | Labour              | Labour              | Labour              | 8. Februar 1933    |
| Limerick          | Donnchadh Ó Briain         |                     | Fianna Fáil         | Fianna Fáil         | Fianna Fáil         | 8. Februar 1933    |
| Limerick          | John O’Shaughnessy         |                     | Fine Gael           | Fine Gael           | Fine Gael           | 21. Juli 1937      |
| Limerick          | Robert Ryan                |                     | Fianna Fáil         | Fianna Fáil         | Fianna Fáil         | 9. März 1932       |
| Louth             | Frank Aiken                |                     | Fianna Fáil         | Fianna Fáil         | Fianna Fáil         | 19. September 1923 |
| Louth             | James Coburn               |                     | Fine Gael           | Fine Gael           | Fine Gael           | 23. Juni 1927      |
| Louth             | Lawrence Walsh             |                     | Fianna Fáil         | Fianna Fáil         | Fianna Fáil         | 21. Juli 1937      |
| Mayo North        | Patrick Browne             |                     | Fine Gael           | Fine Gael           | Fine Gael           | 21. Juli 1937      |
| Mayo North        | John Munnelly              |                     | Fianna Fáil         | Fianna Fáil         | Fianna Fáil         | 21. Juli 1937      |
| Mayo North        | Patrick Joseph Ruttledge   |                     | Fianna Fáil         | Fianna Fáil         | Fianna Fáil         | 16. August 1921    |
| Mayo South        | James FitzGerald-Kenney    |                     | Fine Gael           | Fine Gael           | Fine Gael           | 23. Juni 1927      |
| Mayo South        | Richard Walsh              |                     | Fianna Fáil         | Fianna Fáil         | Fianna Fáil         | 23. Juni 1927      |
| Mayo South        | Edward Moane               |                     | Fianna Fáil         | Fianna Fáil         | Fianna Fáil         | 9. März 1932       |
| Mayo South        | Martin Nally               |                     | Fine Gael           | Fine Gael           | Fine Gael           | 19. September 1923 |
| Mayo South        | Micheál Clery              |                     | Fianna Fáil         | Fianna Fáil         | Fianna Fáil         | 21. Juli 1937      |
| Meath–Westmeath   | Charles Fagan              |                     | Fine Gael           | Fine Gael           | Fine Gael           | 8. Februar 1933    |
| Meath–Westmeath   | Patrick Giles              |                     | Fine Gael           | Fine Gael           | Fine Gael           | 21. Juli 1937      |
| Meath–Westmeath   | James Patrick Kelly        |                     | Fianna Fáil         | Fianna Fáil         | Fianna Fáil         | 9. März 1932       |
| Meath–Westmeath   | Michael Kennedy            |                     | Fianna Fáil         | Fianna Fáil         | Fianna Fáil         | 23. Juni 1927      |
| Meath–Westmeath   | Matthew O’Reilly           |                     | Fianna Fáil         | Fianna Fáil         | Fianna Fáil         | 23. Juni 1927      |
| Monaghan          | James Dillon               |                     | Fine Gael           | Fine Gael           | Fine Gael           | 9. März 1932       |
| Monaghan          | Eamon Rice                 |                     | Fianna Fáil         | Fianna Fáil         | Fianna Fáil         | 9. März 1932       |
| Monaghan          | Conn Francis Ward          |                     | Fianna Fáil         | Fianna Fáil         | Fianna Fáil         | 11. Oktober 1927   |
| Roscommon         | Michael Brennan            |                     | Fine Gael           | Fine Gael           | Fine Gael           | 8. Februar 1933    |
| Roscommon         | Gerald Boland              |                     | Fianna Fáil         | Fianna Fáil         | Fianna Fáil         | 19. September 1923 |
| Roscommon         | Daniel O’Rourke            |                     | Fianna Fáil         | Fianna Fáil         | Fianna Fáil         | 21. Juli 1937      |
| Sligo             | Frank Carty                |                     | Fianna Fáil         | Fianna Fáil         | Fianna Fáil         | 16. August 1921    |
| Sligo             | Martin Roddy               |                     | Fine Gael           | Fine Gael           | Fine Gael           | 11. März 1925      |
| Sligo             | Patrick Rodgers            |                     | Fine Gael           | Fine Gael           | Fine Gael           | 8. Januar 1933     |
| Tipperary         | Dan Breen                  |                     | Fianna Fáil         | Fianna Fáil         | Fianna Fáil         | 9. März 1932       |
| Tipperary         | Séamus Bourke              |                     | Fine Gael           | Fine Gael           | Fine Gael           | 19. August 1923    |
| Tipperary         | Andrew Fogarty             |                     | Fianna Fáil         | Fianna Fáil         | Fianna Fáil         | 23. Juni 1927      |
| Tipperary         | Daniel Morrissey           |                     | Fine Gael           | Fine Gael           | Fine Gael           | 6. Dezember 1922   |
| Tipperary         | Jeremiah Ryan              |                     | Fine Gael           | Fine Gael           | Fine Gael           | 21. Juli 1937      |
| Tipperary         | Martin Ryan                |                     | Fianna Fáil         | Fianna Fáil         | Fianna Fáil         | 8. Februar 1933    |
| Tipperary         | William O’Brien            |                     | Labour              | Labour              | Labour              | 21. Juli 1937      |
| Waterford         | Nicholas Wall              |                     | Fine Gael           | Fine Gael           | Fine Gael           | 8. Februar 1933    |
| Waterford         | Patrick Little             |                     | Fianna Fáil         | Fianna Fáil         | Fianna Fáil         | 23. Juni 1927      |
| Waterford         | Michael Morrissey          |                     | Fianna Fáil         | Fianna Fáil         | Fianna Fáil         | 21. Juli 1937      |
| Waterford         | Bridget Redmond            |                     | Fine Gael           | Fine Gael           | Fine Gael           | 8. Februar 1933    |
| Wexford           | Denis Allen                |                     | Fianna Fáil         | Fianna Fáil         | Fianna Fáil         | 17. August 1936    |
| Wexford           | Richard Corish             |                     | Labour              | Labour              | Labour              | 16. August 1921    |
| Wexford           | John Esmonde               |                     | Fine Gael           | Fine Gael           | Fine Gael           | 21. Juli 1937      |
| Wexford           | John Keating               |                     | Fine Gael           | Fine Gael           | Fine Gael           | 9. März 1932       |
| Wexford           | James Ryan                 |                     | Fianna Fáil         | Fianna Fáil         | Fianna Fáil         | 21. Januar 1919    |
| Wicklow           | Séamus Moore               |                     | Fianna Fáil         | Fianna Fáil         | Fianna Fáil         | 23. Juni 1927      |
| Wicklow           | Dermot O’Mahony            |                     | Fine Gael           | Fine Gael           | Fine Gael           | 23. Juni 1927      |
| Wicklow           | James Everett              |                     | Labour              | Labour              | Labour              | 9. September 1922  |

1. Dáil (1919–1921) |
2. Dáil (1921–1922) |
3. Dáil (1922–1923) |
4. Dáil (1923–1927) |
5. Dáil (1927) |
6. Dáil (1927–1932) |
7. Dáil (1932–1933) |
8. Dáil (1933–1937) |
9. Dáil (1937–1938) |
10. Dáil (1938–1943) |
11. Dáil (1943–1944) |
12. Dáil (1944–1948) |
13. Dáil (1948–1951) |
14. Dáil (1951–1954) |
15. Dáil (1954–1957) |
16. Dáil (1957–1961) |
17. Dáil (1961–1965) |
18. Dáil (1965–1969) |
19. Dáil (1969–1973) |
20. Dáil (1973–1977) |
21. Dáil (1977–1981) |
22. Dáil (1981–1982) |
23. Dáil (1982) |
24. Dáil (1982–1987) |
25. Dáil (1987–1989) |
26. Dáil (1989–1992) |
27. Dáil (1992–1997) |
28. Dáil (1997–2002) |
29. Dáil (2002–2007) |
30. Dáil (2007–2011) |
31. Dáil (2011–2016) |
32. Dáil (2016–2020) |
33. Dáil (2020–2024) |
34. Dáil (seit 2024)